# Monticola explorator
El roquero centinela (Monticola explorator) es una especie de ave de la familia Turdidae que vive en Sudáfrica, Lesoto y Suazilandia. Su hábitat natural son las praderas subtropicales de altitud elevada. Su aspecto es parecido al del roquero de Namibia (Monticola brevipes).